# Gare de Pont-de-Livron
La gare de Pont-de-Livron est une gare ferroviaire française fermée de la ligne de Livron à Aspres-sur-Buëch, située sur le territoire de la commune de Livron-sur-Drôme, dans le département de la Drôme en région Auvergne-Rhône-Alpes.
Mise en service en 1871, elle est fermée en 1972.

## Situation ferroviaire
Établie à 113 mètres d'altitude, la gare de Pont-de-Livron (PN 1) est située au point kilométrique (PK) 2,157 de la ligne de Livron à Aspres-sur-Buëch, entre les gares de Livron et d'Allex - Grane.

## Histoire
Dénommée initialement Pont-de-la-Drôme, la gare devint Pont-de-Livron avant sa mise en service le 25 septembre 1871 par la Compagnie des chemins de fer de Paris à Lyon et à la Méditerranée (PLM), lorsqu'elle ouvre à l'exploitation la section de Livron à Crest de sa ligne de Livron à Aspres-sur-Buëch[réf. souhaitée].
La maison de garde du PN n°1, agrandie en 1877 servait de bâtiment voyageurs[réf. souhaitée].
En 1911, Pont-de-Livron figure dans le nomenclature des gares, stations et haltes, de la Compagnie des chemins de fer de Paris à Lyon et à la Méditerranée (PLM) : c'est une « station » qui porte le no 1 sur la ligne de Livron à Briançon, entre les gares de Livron (origine) et Allex-Grâne (no 2). no 5 : « C'est une station ouverte seulement au service des voyageurs, bagages, chiens et articles de messagerie, y compris les denrées, finances et valeurs dont le poids n'exède pas 100 kilogrammespar expédition, les expéditeurs et destinataires étant tenus d'aider à la manutention de leurs colis » , no 13 : « cette station n'est ouverte au service que pendant les périodes de temps indiquées par une affiche apposée dans la station ». Elle est fermée au service de la petite vitesse.
La gare est fermée le 6 mars 1972 lors de la suppression du service omnibus sur la ligne[réf. souhaitée].